# 鈴木裕介
鈴木 裕介（すずき ゆうすけ、1972年5月9日 - ）は、日本のナレーター、ラジオDJ。

## 来歴
東京生まれ埼玉育ち。成立学園高校卒業。東京商科学院イベントプランニング学科卒業。
出版社に勤める親の影響でライターを目指していたが、知人の薦めでJ-WAVEのDJオーディションを受け、1500人の中から選出された。ラジオ現場の見習いの意味合いも兼ね、ラジオ制作会社・シャララカンパニーで下積み時代を過ごす。最初にADでついた番組はバリー・ホワイトがナビゲーターを務める『Optune Midnight Faces』。この時のディレクターがバカボン鬼塚であった。その後はクリス・ペプラーがナビゲーターを務めるJ-WAVEの看板番組『TOKIO HOT 100』でADを務める。この時のディレクターが村上雄信、菊池淳介であった。
TOKIO HOT100内のロバート・ハリスのモノマネをするパロディコーナー『ハリソン・ロバートソン』を担当するようになり、それを聞いていた他番組のディレクターが『お前おもしれぇな。オーディションあるから受けてみたら？』と紹介されたのがbayfm『Groove From K-West』。このオーディションに合格したことをきっかけに、制作会社を退社しDJ・ナレーターの道へ。以後テレビ番組やコマーシャルのナレーション、イベント司会などで活躍。

## 人物
表情豊かな声は、劇団に所属していた経験が活きていると言われる。ラジオやイベントの司会など、これまで対談してきた著名人はのべ2000組以上。
制作出身のキャリアを生かしてラジオ、イベントの制作も請け負うマルチプレイヤー。
20年以上のクラブDJキャリアから引き出しの多いラジオライクなDJ MIXのファンは多く「CD化希望」の声も多い。
ナレーターとしては、これまで『お願い!ランキング』や『すぽると!』などバラエティ番組からスポーツ番組まで明確でわかりやすい口調と、主張しすぎない語り口で知られる。高音から低音まで声域の広さを活かし、様々なオーダーにも対応可能なことも魅力のひとつで、特に落ち着いたトーンのドキュメンタリー作品には定評がある。企業VPなどの動画CMも多く担当する。

## 出演

### ラジオ
- NEO STREAM NIGHT（bayfm、1997年10月 - 2000年3月）
- On Sunday（J-WAVE、2000年3月 - 2001年3月）
- LIFE@SAFARI（J-WAVE、2000年3月 - 2003年3月）
- COUNTDOWN GET40（FM-FUJI、2000年4月 - 2000年10月）
- THE SHOOTING HITS（NACK5、2000年10月 - 2004年10月）
- MopSquare（InterFM、2002年1月）
- L.A.V.（JFN系、2005年4月 - 2006年10月）
- AIR CRUISE（FMヨコハマ、2006年4月 - 2012年9月）
- Yokohama Soul Legend（FMヨコハマ、2008年2月）
- Yokohama Soul Legend -Sugar Shack is Back-（FMヨコハマ、2008年7月 - 2008年9月）
- Yokohama Soul Legend -Midnight Mystic-（FMヨコハマ、2010年10月 - 2011年6月）
- BPM2022（FMヨコハマ、2012年10月 - 2017年3月）
- U-MORE!（FMヨコハマ、2017年4月-）

### テレビ
- HOT WAVE（テレビ埼玉、2002年3月 - 2006年3月）
- 洋楽天国（tvk、2006年4月 - 2009年10月）
- すぽると!（フジテレビ、2008年4月 - 2011年3月）
- お願い!ランキング（テレビ朝日、2009年10月 - ）